# Stéphanie de Mônaco
Stéphanie de Mônaco (em francês Stéphanie de Monaco; Mónaco, 1 de fevereiro de 1965), é a filha mais nova do príncipe Rainier III e de sua esposa, a princesa Grace. Seu nome civil é Stéphanie Marie Elisabeth Grimaldi.
Por certo tempo, Stéphanie foi cantora, designer de roupas de banho, modelo e, inclusive, acrobata de circo. Sua mãe carinhosamente a chamava de "pequena selvagem", por não seguir muito os "padrões" da realeza. Ela tem dois irmãos mais velhos, a princesa Carolina e o príncipe Alberto II.

## Morte da mãe
Estava como passageira no carro dirigido por sua mãe no momento do acidente automobilístico, ocorrido em uma estrada da montanha do principado a 13 de setembro de 1982. A princesa Grace, que tinha sofrido um acidente vascular cerebral, faleceu no hospital no dia seguinte. Stéphanie teve ferimentos menos graves, mas mesmo assim não pôde comparecer ao funeral de Grace. Rumores persistem que neste dia Stéphanie estava dirigindo o veículo e que causou a morte de Grace Kelly. A princesa pessoalmente desmentiu isso em 2002: "Fiz todo o possível para deter o carro. Como eu estava tirando carteira de motorista, sabia que tinha que pôr o câmbio em 'park' para parar o carro. Tentei de tudo, cheguei até a puxar o freio de mão. Minha mãe confundiu o pedal do freio com o do acelerador? Não sei. Mas é claro que eu não dirigia".

## Moda
Em 1983, depois de sua recuperação física do acidente, Stéphanie começou um programa de aprendiz na Christian Dior, sob a direção do designer chefe Marc Bohan, que tinha sido amigo da princesa Grace e da princesa Carolina, para as quais usualmente desenhava vestidos. A princesa Stéphanie trouxe grande publicidade a Dior à medida que usava suas roupas em eventos importantes e logo tornou-se um tipo de musa, graças à sua juventude. No final de 1984, debutou como modelo no especial bienal de alta costura publicado pela revista espanhola ¡Hola! (ela o fez novamente em 1990). Logo depois, embelezou a capa da Vogue alemã e a edição americana de Vanity Fair em julho de 1985. Ela também tornou-se a cara da linha suíça de beleza "Payot", sendo fotografada por Horst P. Horst. Em setembro de 1986, o falecido Helmut Newton a fotografou para a capa da revista Vogue francesa.
O trabalho de Stéphanie como modelo comercial acabou por causa da oposição de Rainier III, poucos meses depois que sua carreira começou. Contudo, em setembro do mesmo ano, ela lançou com Alix de la Comble uma linha de roupas de banho, chamada 'Pool Position'. O show de moda feito para apresentar a linha, ocorrido no clube de esportes de Mônaco, foi o maior evento coberto pela mídia do mundo. Fotos da princesa usando roupas de banho para promover a linha foram reproduzidas em várias revistas, da França ao Brasil e dos Estados Unidos ao Japão. Um ano depois, uma segunda coleção foi apresentada em Monte Carlo. O negócio se desintegrou quando Stéphanie decidiu investir no seu novo e criativo empenho, a música. Mais tarde, no meio dos anos 90, ela tornou-se um tipo de porta-voz da marca Replay, ajudando a abrir a Replay Store e o Replay Cafe em Barcelona no ano de 1997.
Em 2021, lançou o perfume Princesse de Coeur.

## Primeiro casamento
Em 26 de novembro de 1992, Stéphanie deu à luz seu primeiro filho Louis Ducruet, cujo pai é seu ex guarda-costa Daniel Ducruet. Teve também uma filha com o mesmo, Pauline em 1994. Ela se casou com Ducret em 1996, mas pediu divórcio um ano depois, depois de ver fotos do marido com uma amante. No mesmo ano, o diretor de filmes Luca Damiano realizou um filme baseado no final do casamento entre Stéphanie e Daniel.
A princesa teve também outra filha, Camille, nascida em 15 de julho de 1998, sendo que o pai dela é também outro de seus guarda-costas, Jean Raymond Gottlieb.

## Segundo casamento
Em 12 de setembro de 2003, ela se casou com Adans Lopez Peres, um português trapezista, mas os dois se divorciaram em 2004. Rumores de que ela havia se casado com Adans porque estava esperando um filho foram desmentidos pela mesma. Em 2005, foi vista novamente em companhia de Daniel Ducret e uma revista alemã publicou em agosto que Stéphanie pretendia se casar novamente com o ex-marido, mas o Palácio de Mônaco negou isto.

## Filhos
- Louis Robert Paul Ducruet (26 de novembro de 1992 -)
- Paulina Grace Maguy Ducruet (4 de maio de 1994 -)
- Camille Marie Kelly Gottlieb (15 de julho de 1998) Filha de Jean Raymond Gottlieb (1965 -)

## Carreira musical
Em fevereiro de 1986, Stéphanie lançou seu primeiro single para a editora/gravadora francesa 'Carrere', através da produção de Yves Roze. A sua canção "Ouragan" ("tempestade") e a sua versão inglesa  "Irresistible" que rapidamente alcançou o TOP 10 a nível internacional, tendo conseguido vender mais de 2 milhões de cópias. Em setembro de 1987, lançou o seu primeiro álbum chamado Besoin que terá vendido 1,5 milhão de cópias (também lançado em alguns países como Stéphanie , com oito novas canções. incluindo "Flash" que foi lançado como single e alcançou as paradas musicais de toda a Europa Ocidental. Em janeiro de 1987, ela lançara o single "Young Ones Everywhere" cujos lucros das vendas foram entregues á UNICEF.
Em 1987 Stéphanie partiu para Los Angeles, Estados Unidos. Todavia, teve de esperar cinco anos para conseguir lançar o próximo disco e as vendas foram decepcionantes, apenas tendo conseguido 3.000 cópias. Este álbum tinha 10 canções, incluindo o single 'Winds of Chance' , cujo vídeo foi gravado nas Ilhas Canárias. Os produtores tentaram que ela seguisse um estilo Europop e criar mais um álbum com canções inteiramente cantadas em inglês.
No verão (no hemisfério norte) de 1991, realizou a sua única tourné pela Europa e América do Sul para promover o álbum chamado Stéphanie, lançado nos Estados Unidos pela Sony Music. As críticas estado-unidenses deram nota negativa àquele álbum. Ela também gravou "In the Closet" com Michael Jackson (era a garota misteriosa que participou naquele  álbum de Michael Jackson. A partir daí terminou a sua carreira musical que durou pouco mais de cinco anos. Em 2006, participou num single "L´Or de nos vies" , um single, interpretado por 14 artistas (entre os quais Stéphanie), com o objetivo de angariar dinheiro para o combate à AIDS/SIDA.

## Discografia

### Álbuns
| - 1986 : Besoin (#6 in France, #6 in Sweden, #12 in Germany) - "Flash" - "Rendez-vous" - "Young Ones Everywhere" - "Ouragan" - "Fleurs du Mal (à Paul)" - "Dis tout bas dis" - "Live Your Life" - "Le Sega Mauricien" - "Besoin" | - 1991 : Stéphanie (#48 in France) - "Winds of Chance" - "You Don't Die from Love" - "Love Once" - "Born Blue" - "Words upon the Wind" - "Sky fall down" - "Unchained" - "Hunger Rise" - "L'Escape" - "Good Dreams" |

### Singles
| Ano  | Single                            | Top de vendas | Top de vendas | Top de vendas | Top de vendas | Top de vendas | Top de vendas |
| Ano  | Single                            | FR            | SWI           | GER           | AUT           | SWE           | NOR           |
| ---- | --------------------------------- | ------------- | ------------- | ------------- | ------------- | ------------- | ------------- |
| 1986 | Ouragan                           | 1             | 11            | —             | —             | —             | —             |
| 1986 | Irresistible                      | —             | —             | 2             | 5             | —             | —             |
| 1986 | Flash                             | 4             | 28            | —             | —             | —             | —             |
| 1986 | One Love to Give                  | —             | —             | 10            | —             | 1             | —             |
| 1987 | Fleur du mal (à Paul)             | 16            | —             | —             | —             | —             | —             |
| 1987 | Live Your Life                    | —             | —             | —             | —             | —             | 9             |
| 1991 | Winds of Chance                   | —             | —             | 54            | —             | —             | —             |
| 1992 | In the Closet com Michael Jackson | 9             | 25            | 15            | 23            | 29            | 10            |
| 2006 | L'Or de nos vies com Fight Aids   | 5             | 43            | —             | —             | —             | —             |

## Na cultura popular

### Música
- A banda brasileira RPM faz referência à princesa em sua música "Olhar 43".
- Ás vozes femininas da música "In The Closet", de Michael Jackson, foram feitas pela princesa. Que era uma amiga de longa data do cantor.  [carece de fontes?]